# Сухинська сільська рада
Сухи́нська сільська́ ра́да — адміністративно-територіальна одиниця та орган місцевого самоврядування в Бобровицькому районі Чернігівської області. Адміністративний центр — село Сухиня.

## Загальні відомості
- Населення ради: 418 осіб (станом на 2001 рік)

## Населені пункти
Сільській раді підпорядковані населені пункти:
- с. Сухиня

## Склад ради
Рада складається з 12 депутатів та голови.
- Голова ради: Кошіль Павло Іванович
- Секретар ради: Лола Ганна Григорівна

### Керівний склад попередніх скликань
| Прізвище, ім'я, по батькові | Основні відомості                                                                       | Дата обрання | Дата звільнення |
| --------------------------- | --------------------------------------------------------------------------------------- | ------------ | --------------- |
| Кошіль Павло Іванович       | Сільський голова, 1955 року народження, освіта середня спеціальна                       | 26.03.2006   | 31.10.2010      |
| Кошіль Павло Іванович       | Сільський голова, 1955 року народження, освіта середня спеціальна, член Партії регіонів | 31.10.2010   |                 |

Примітка: таблиця складена за даними сайту Верховної Ради України

### Депутати
За результатами місцевих виборів 2010 року депутатами ради стали:

#### За суб'єктами висування
| Суб'єкт висування            | Кількість обраних депутатів | %    |
| ---------------------------- | --------------------------- | ---- |
| Партія регіонів              | 6                           | 50   |
| Самовисування                | 4                           | 33,3 |
| Соціалістична партія України | 2                           | 16,7 |

#### За округами
| № округу                     | Прізвище, ім'я, по батькові  | Дата визнання обраним | Освіта  | Партійна приналежність | Відомості про обраного депутата                              |
| ---------------------------- | ---------------------------- | --------------------- | ------- | ---------------------- | ------------------------------------------------------------ |
| Партія регіонів              |                              |                       |         |                        |                                                              |
| 2                            | Шкляревська Тетяна Демидівна | 03.11.2010            | вища    | позапартійна           | Сухинська сільська рада, бухгалтер                           |
| 3                            | Денисенко Наталія Миколаївна | 03.11.2010            | середня | позапартійна           | тимчасово не працює                                          |
| 7                            | Кошель Галина Миколаївна     | 03.11.2010            | середня | позапартійна           | пенсіонер                                                    |
| 8                            | Шило Ольга Миколаївна        | 03.11.2010            | середня | позапартійна           | Рудьківське відділення зв'язку, листоноша                    |
| 9                            | Усатенко Ганна Федосіївна    | 03.11.2010            | середня | позапартійна           | пенсіонер                                                    |
| 12                           | Розлач Микола Петрович       | 03.11.2010            | середня | позапартійний          | тимчасово не працює                                          |
| Соціалістична партія України |                              |                       |         |                        |                                                              |
| 1                            | Науменко Ірина Михайлівна    | 03.11.2010            | вища    | позапартійна           | Макарівська загальноосвітня школа І-ІІ ст., вчитель          |
| 5                            | Усатенко Наталія Миколаївна  | 03.11.2010            | середня | позапартійна           | ТВН «АГРО», охоронник                                        |
| Самовисування                |                              |                       |         |                        |                                                              |
| 4                            | Лола Ганна Григорівна        | 03.11.2010            | вища    | позапартійна           | Сухинська сільська рада, секретар                            |
| 6                            | Бойко Микола Миколайович     | 26.12.2010            | середня | позапартійний          | тимчасово не працює                                          |
| 10                           | Носок Катерина Василівна     | 03.11.2010            | вища    | позапартійна           | Сухинська сільська рада, техпрацівник                        |
| 11                           | Мороз Олена Петрівна         | 03.11.2010            | вища    | позапартійна           | Сухинський фельдшерсько-акушерський пункт, молодша медсестра |